# Decreto imperiale di dichiarazione di guerra contro le potenze straniere
Il decreto imperiale di dichiarazione di guerra contro le potenze straniere (cinese: 宣戰詔書) fu una dichiarazione di guerra simultanea della dinastia Qing del 21 giugno 1900 contro undici potenze straniere che avevano vari gradi di influenza in Cina: Russia, Stati Uniti, Regno Unito, Giappone, Francia, Germania, Italia, Spagna, Austria-Ungheria, Belgio e Paesi Bassi. La dichiarazione di guerra fu una delle cause dirette della ribellione dei Boxer e della formazione dell'Alleanza delle otto nazioni, che poi portò al protocollo dei Boxer. Questo decreto imperiale fu ufficialmente emesso in nome dell'imperatore Guangxu, recante il suo sigillo imperiale ufficiale. L'imperatore della Cina era di fatto agli arresti domiciliari, ordinati dall'imperatrice vedova Cixi in quel momento, e il pieno potere amministrativo era nelle mani dell'imperatrice vedova.

## L'origine della guerra
Kang Youwei e Liang Qichao stavano aiutando il giovane imperatore Guangxu ad avviare la Riforma dei Cento Giorni, che era "troppo veloce, troppo ambiziosa e priva di qualsiasi senso di realtà politica" e si avvicinarono all'aiuto di Yuan Shikai per organizzare un colpo di Stato militare per rovesciare le forze conservatrici della Corte Manciù. Yuan Shikai invece di schierarsi con i riformatori, rivelò il complotto che includeva le esecuzioni delle massime potenze conservatrici. L'imperatrice vedova reagì mettendo il giovane imperatore agli arresti domiciliari e riacquistò il potere a Corte. Le Grandi Potenze mostrarono quindi il loro sostegno all'imperatore, la vedova Cixi temendo che l'imperatore Guangxu potesse reagire con l'aiuto degli stranieri, emanò un decreto imperiale di dichiarazione di guerra contro tutte le undici Grandi Potenze dell'epoca.

## Motivazione per dichiarare guerra
Fino all'ultimo minuto, l'imperatrice vedova rimase esitante. La decisione di andare in guerra fu essenzialmente passiva. La dichiarazione ufficiale di guerra fu formulata in modo così strano che non indicava altro che la forma più forte di una nota di persona non grata. In effetti, era progettata per bluffare e scoraggiare.